# Instytut Chemii i Techniki Jądrowej
Instytut Chemii i Techniki Jądrowej (IChTJ) – instytut badawczy z siedzibą w Warszawie zajmujący się badaniami z dziedziny techniki jądrowej. Jest nadzorowany przez ministra właściwego do spraw energii.
Instytut powstał w 1982 w wyniku podziału Instytutu Badań Jądrowych.